# Anaretella glacialis
Anaretella glacialis är en tvåvingeart som beskrevs av Boris Mamaev och Okland 1996. Anaretella glacialis ingår i släktet Anaretella och familjen gallmyggor. Inga underarter finns listade i Catalogue of Life.